# 道の駅菰野
道の駅菰野（みちのえき こもの）は、三重県三重郡菰野町大字菰野にある国道477号の道の駅である。
三重県の道の駅では、道の駅飯高駅（松阪市飯高町、登録時は飯南郡飯高町）・道の駅紀宝町ウミガメ公園（南牟婁郡紀宝町、登録時は未開業）とともに第1号として登録された。

## 主な施設
- 駐車場
  - 普通車：37台[4]
  - 大型車：2台[4]
  - 身障者用：2台[4]
- トイレ
  - 男：大 3器（2器）、小 6器（4器）
  - 女：5器（4器）
  - 身障者用：1器（1器）

※（）内は24時間使用可能
- 売店（9:00 - 17:00）[4]
- 菰野町観光協会（2階）

## 休館日
- 年末年始（12月29日 - 1月3日）[4]

## アクセス
- 国道477号 - 登録路線[3]
  - 国道306号

自動車
- 新名神高速道路菰野ICより約5分。

公共交通機関（鉄道）
- 近畿日本鉄道（近鉄）湯の山線 中菰野駅より徒歩約3分。

## 周辺
- 蒼滝
- 湯の山温泉